# Les Aventures de Claire et Tipoune
Les Aventures de Claire et Tipoune (おはよう!スパンク, Ohayō! Spank, Bonjour Spank !) est une série télévisée d'animation japonaise en 63 épisodes de 25 minutes, tirée du manga Les Aventures de Claire et Tipoune créé par Shizue Takanashi et Shun'ichi Yukimuro. La série est diffusée entre le 7 mars 1981 et le 29 mai 1982 sur TV Asahi. En France, la série a été diffusée à partir de septembre 1988 dans l'émission Youpi ! L'école est finie sur La Cinq.
Le manga a reçu le Prix du manga Kōdansha dans la catégorie « Shōjo » en 1981.

## Synopsis
Ce dessin animé raconte l'histoire du chien Tipoune (Spank dans la version originale, à savoir le principal protagoniste) et l'orpheline Claire (Aiko dans la version originale) Morimura. Tipoune, doué de parole, veut s'intégrer à la société des humains et devenir un petit garçon.

## Voix françaises
- Barbara Tissier : Tipoune, Cybile
- Virginie Ogouz : Claire Morimura
- Pierre Fromont : Gustave, Papi
- Mathias Kozlowski : Pierre
- Vincent Ropion : François Fuginami, Roméo
- Fabrice Josso : Rei, Sylvain
- Joëlle Guigui : Jeanne, Baron, Hélène
- Anneliese Fromont : Anne

Générique chanté par Claude Lombard (Paroles de Alessandra Valeri-Manera / Charles Level, musique de Carmelo Carucci).